# Reinzeichnung
Eine Reinzeichnung ist eine saubere, endgültige Zeichnung auf der Grundlage einer Vorzeichnung oder Skizze. Eine Reinzeichnung bezeichnet 
1. eine finale Datei, die in den Druck gesendet oder online gestellt werden kann.[2][3][4]
2. eine sendefähige Vorlage für den Broadcastbereich.

## Die Reinzeichnung für Druck oder Online
Die Reinzeichnung ist eine druck- oder onlinefertige Datei (vgl. z. B. QuarkXPress, Adobe InDesign, Adobe PageMaker, Adobe Illustrator, LaTeX). In ihr werden die im Layout platzierten Bilder und Texte auf ihre Druck- oder Onlinefähigkeit kontrolliert und gegebenenfalls korrigiert. Dabei werden die technischen Voraussetzungen abgeglichen. Dazu zählen Bildauflösung, Beschnittzugabe, Farbmanagement und Trapping. 
In größeren Workflows wird das Layout von einem Grafiker oder Artdirector erstellt und erst in der letzten Phase von einem Reinzeichner für den Druck aufbereitet.
Die Reinzeichnung wird am Ende der graphischen Gestaltung einer Drucksache angelegt. Nach der Finalisierung wird ein PDF erstellt, das in der Druckerei direkt zur Plattenbelichtung benutzt wird.

## Broadcast
Im Rundfunk gilt sendefähiges Material wie z. B. MAZen als Reinzeichnung. Sendefähig bedeutet, dass es keiner weiteren Nachbearbeitung bedarf und sofort einsetzbar ist.
Das bedeutet zum Beispiel:
- für CD-Produktionen, bzw. Tonmaterial
  - dass alle Titel normgemäß auf 0 dB ausgesteuert sind.
  - dass die Titel „gut klingen“, also ein Mastering durchlaufen haben.
- für Fernsehberichterstattung, bzw. Video- und Filmmaterial
  - dass der Schnitt erfolgt ist.
  - Voice-overs sind in die Tonspur eingesetzt.